# Conclave de 1799–1800
El conclave de 1799-1800 va ser convocat després de la mort del Papa Pius VI, que va tenir lloc el 27 d'agost de 1799. Va celebrar-se entre l'1 de desembre de 1799 i el 14 de març de 1800, al monestir de San Giorgio Maggiore, a Venècia, i va acabar amb l'elecció del cardenal Barnaba Chiaramonti, que va prendre el nom de Papa Pius VII.

## Context històric
El regnat de Pius VI havia estat marcat per la tensió entre la seva autoritat i la dels monarques europeus i altres institucions, tant seculars com eclesiàstiques. Això es va deure en gran part a les seves pretensions moderadament liberals i reformadores. Al començament del seu pontificat es va comprometre a continuar l'obra del seu predecessor, el papa Climent XIV, que en el seu breu de 1773 Dominus ac Redemptor anunciava la dissolució de la Companyia de Jesús. Els poders pro-jesuïtes van romandre en suport de Pius, pensant que es trobava més inclinat vers la Societat que no pas Climent. L'Arxiducat d'Àustria va demostrar ser una amenaça quan el seu governant, l'emperador Josep II, va fer reformes internes que entraven parcialment en conflicte amb el poder del Papat. A més, arquebisbes alemanys havien demostrat la independència al Congrés d'Ems (1786), però aviat van ser posats en línia.
Amb l'esclat de la Revolució Francesa, el Papa Pius es va veure obligat a veure suprimida l'independent Església gal·licana, les possessions eclesiàstiques a França confiscades i una efígie d'ell mateix cremada per la població al Palais Royal. L'assassinat de l'agent republicà Hugo Basseville als carrers de Roma (gener de 1793) va donar un nou camí d'ofensa; la cort papal va ser acusada de complicitat per la Convenció francesa, i Pius va unir la seva sort a la de la Primera Coalició contra la Primera República Francesa.

### L'Estat de la Seu

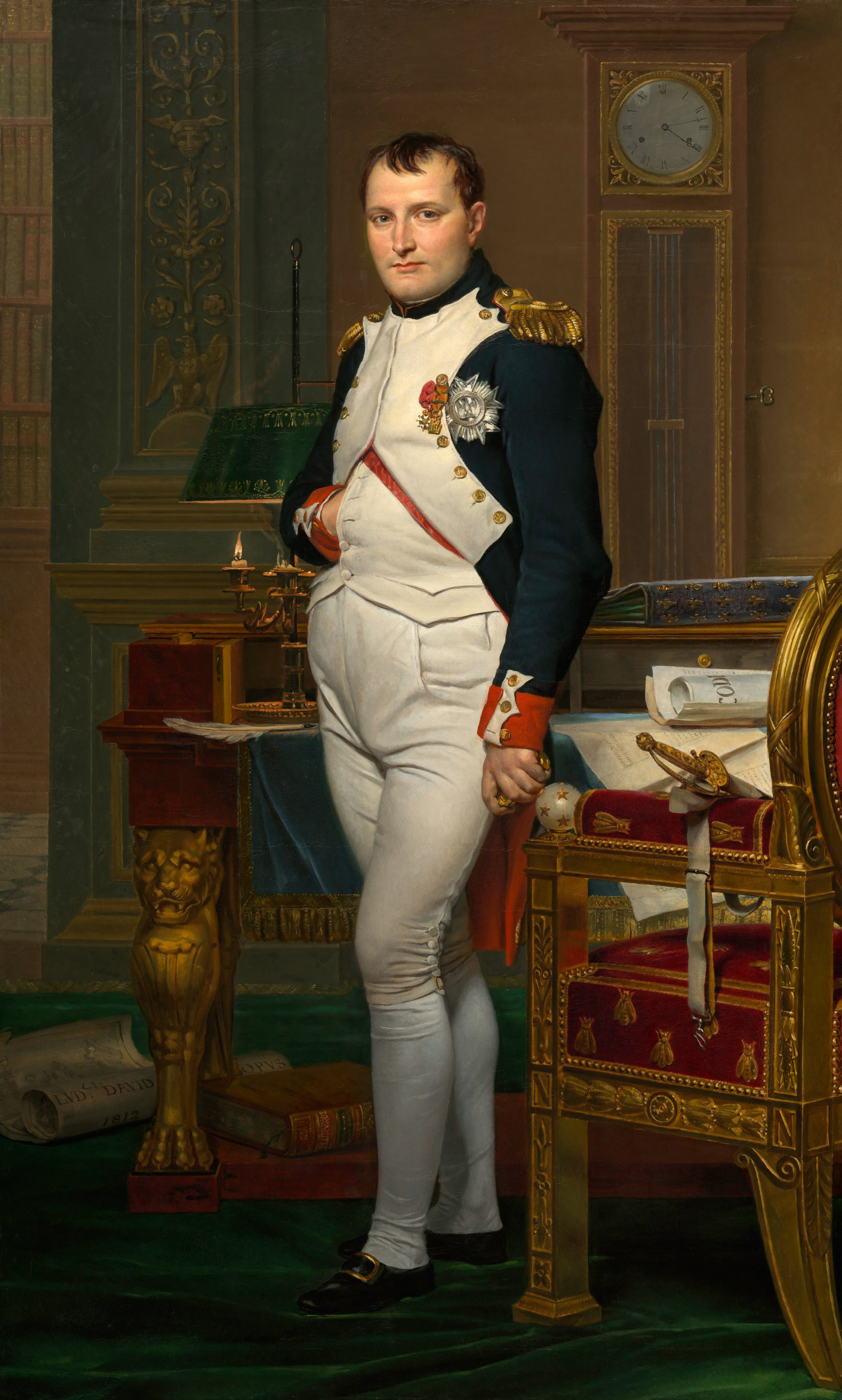
Bonaparte

En 1796 Napoleó Bonaparte va envair la península italiana, va derrotar a les tropes papals i va ocupar Ancona i Loreto (Ancona). No va continuar i conquerir Roma, com el Directori francès li va ordenar, sent conscients que amb això no guanyaria adeptes entre les poblacions de França i Itàlia. Pius va demanar la pau, que va ser concedida a Tolentino el 19 de febrer de 1797. El Tractat de Tolentino transferit Romanya al recentment formada per Bonaparte República Cispadana (fundada el desembre de 1796 amb la fusió de Reggio, Mòdena, Bolonya i Ferrara) en l'esperança que els francesos no prosseguirien per les terres papals. Es van fer diverses reformes a les regions controlades pels francesos, on es va confiscar moltes propietats de l'Església.
Diversos factors van conduir a l'ocupació complerta de Roma pels francesos. En primer lloc, l'entrada de l'exèrcit rus al nord d'Itàlia va empènyer la rereguarda francesa. En segon lloc, el 28 de desembre de 1797, en un disturbi creat per alguns revolucionaris italians i francesos, el general francès Mathurin-Léonard Duphot de l'ambaixada francesa va ser mort, donant un nou pretext per a la invasió.
Louis Alexandre Berthier va marxar a Roma, entrant-hi sense oposició el 13 de febrer de 1798, i, proclamant la República Romana, exigint del Papa la renúncia a la seva autoritat temporal. Les seves accions eren dirigides pel Govern francès, en aquest moment el Directori. Davant la negativa del Papa, va ser fet presoner, i el 20 de febrer va ser escortat des de la Santa Seu a Siena, i d'allí a la Cartoixa de Galluzzo prop de Florència. La declaració francesa de guerra contra Ferran III de Toscana va fer que Pius XII fos traslladat, ja malalt de mort, a Parma, Piacenza, Torí, Grenoble i, finalment, a la ciutadella de Valença, on va morir sis setmanes després, el 29 d'agost de 1799. Napoleó no va tenir res a veure amb l'assumpte. Estava al Pròxim Orient, i no va tornar a França fins al novembre de 1799, on va dur a terme el cop d'estat del 18 de brumari (9 de novembre).

### La mort de Pius VI i la dispersió cardenalícia
Deportat de Roma, on va ser proclamada la República, Pius VI va morir a la tarda del 29 d'agost a Valença, presoner del Directori, en una mena de martiri, que va redimir clarament el seu papat mundà i festiu. Tenia 81 anys i havia ocupat el tron de Pere durant 24 anys, 6 mesos i 14 dies. Des de l'ocupació de Roma pels francesos (15 de febrer de 1798) havia considerat la qüestió de l'elecció del seu successor en condicions de contingència. En un breu apostòlic, però mai promulgat, Pius VI va suspendre l'interval entre la mort del pontífex i el començament del conclave, i va autoritzar els cardenals presents en una majoria relativa en un lloc a procedir a l'elecció o, si calia, a elegir el nou papa immediatament i per aclamació davant del seu llit de mort. No obstant això, el cardenal Antonelli els va dissuadir de fer-ho, tement el perill de les disputades eleccions, celebrades en diferents llocs, pels cardenals dispersos.
Després de l'ocupació de Roma, de fet, de fet, s'havia produït una veritable diàspora dels cardenals, que havien trobat refugi en la seva majoria a Nàpols, a la Toscana i a Venècia. Els cardenals Altieri i Antici i van ser obligats pels francesos a retirar-se del cardenalat. El 9 de març, la basílica de Sant Pere va ser desposseïda dels ornaments d'or i plata per agents francesos.
El cos de Pius VI es va col·locar en un triple taüt i enterrat en una capella cementiri local de Valença. El Directori no va donar el seu consentiment a la devolució de les restes, requerides pels cardenals, fins al 1802.
A causa de les guerres napoleòniques no era fàcil trobar un lloc que complís amb els requisits de privacitat i tranquil·litat per al desenvolupament del Conclave. Al final, acceptant de l'oferta de l'emperador d'Àustria, el Col·legi de Cardenals va acordar reunir-se a Venècia, llavors part de l'imperi, al monestir de San Giorgio Maggiore, ubicat a l'illa homònima de la ciutat de Venècia. L'emperador es va mostrar disposat a finançar les despeses dels cardenals amb grans sumes de diners per tal de sentir-se a gust. Només 35 cardenals van poder participar.
El 12 d'octubre hi havia 23 cardenals reunits a Venècia i en el dia 19 el cardenal Braschi va assumir les funcions de Camarlenc, havent mort Carlo Rezzonico, que havia ocupat el càrrec, el 29 de gener, sense que Pius VI nomenés un successor. El 23 d'octubre es va celebrar la primera missa dels tradicionals  Novendiali a la basílica de Sant Marc, que van acabar el 31 d'octubre amb l'oració funerària celebrada per monsenyor Cesare Brancadoro, arquebisbe titular de Nisibis.

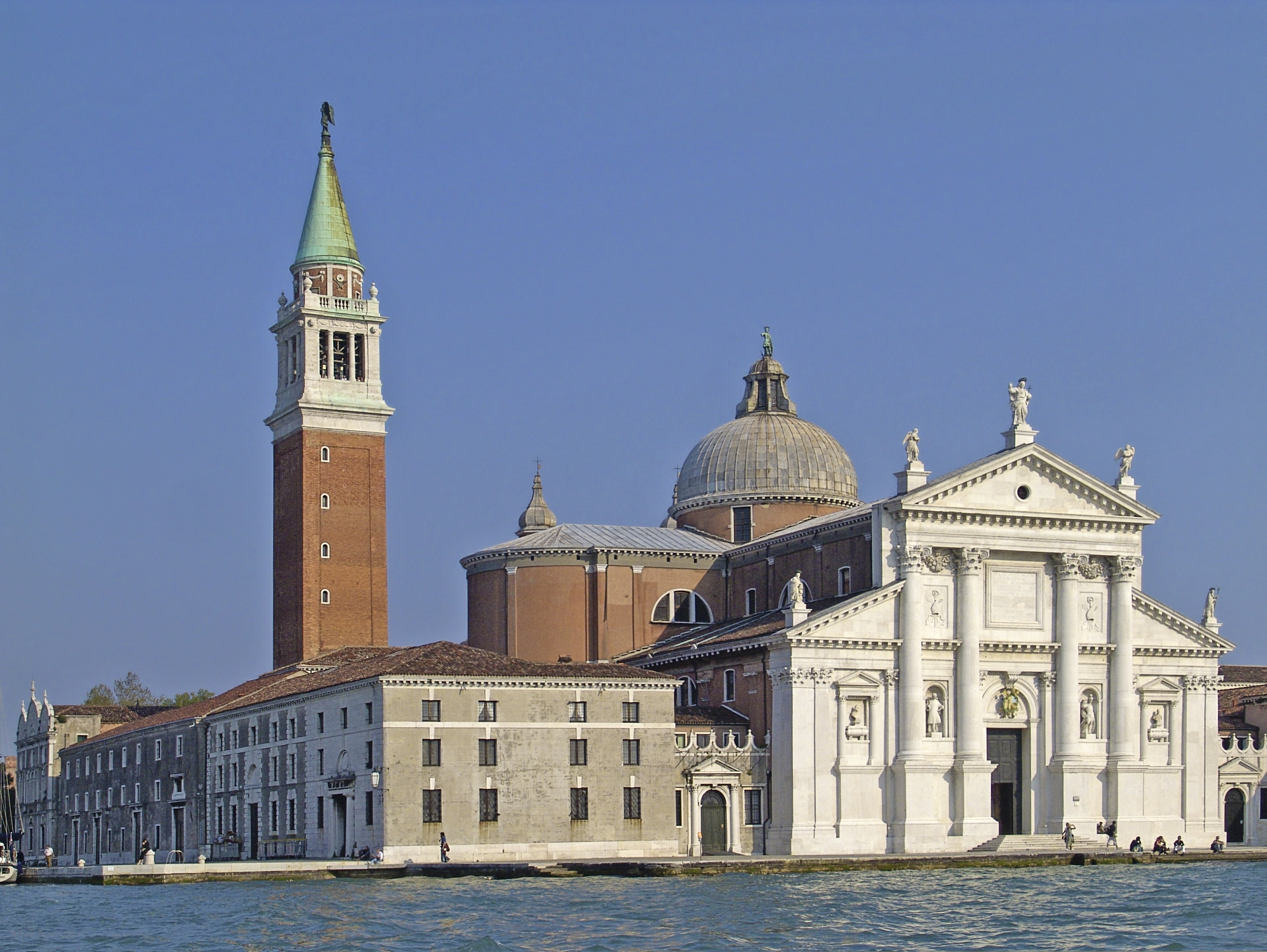
El monestir benedictí a l'illa de San Giorgio a Venècia, seu del conclave atípic, 1799-1800

El 2 de novembre 33 cardenals estaven presents a Venècia. El cardenal Maury, únic cardenal francès present en el conclave, va suggerir la divisió en dos camps: un facció que recolzava a Giovanni Andrea Archetti, brillant diplomàtic que havia servit com a nunci apostòlic a Rússia i Polònia. L'altre grup va donar suport al cardenal Gerdil, ben vist per la cort espanyola. No obstant això, Maury estava equivocat sobre la veritable força d'aquestes dues candidatures, car Gerdil només va aconseguir un màxim de 14 vots, i Archetti només dos.
A la mort de Pius VI vivien 46 cardenals, un dels quals, el cardenal József Batthyány, van morir durant la seu vacant: només 35 cardenals van poder assistir al conclave causa de greus dificultats de desplaçament a les contingències de temps.

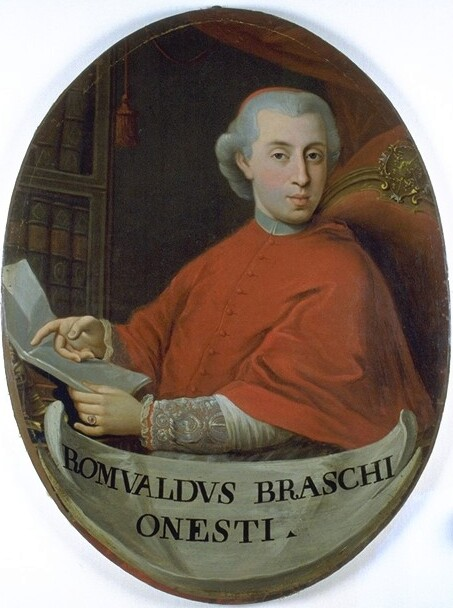
El cardenal Romualdo Braschi-Onesti, camarlenc durant la seu vacant

Tot i l'emergència històrica, el conclave va durar més de tres mesos i tenia algunes característiques úniques que el van fer no només totalment aliè a molts conclaves anteriors, sinó també a tots els anys posteriors fins a l'actualitat. Per sobre de tot, va ser l'últim dels quals va tenir lloc fora de Roma. En el conclave van assistir només 35 cardenals, el menor nombre de cardenals presents des 1534. De fet, a causa de la situació política en què es trobava l'Església, en aquells moments només hi havia 45 cardenals en total, el nombre més baix des dels 31 cardenals de 1513.

## El Conclave
La cerimònia d'inici del conclave es va dur a terme el 30 de novembre, mentre que l'endemà el cardenal Albani, degà del Sacre Col·legi, va presidir l'oració pro electione futuri summi pontificis.
Van sorgir només dos corrents: el conservador volia frenar els efectes de la Revolució Francesa i es dirigia cap a la restauració completa del poder temporal del Papat, i l'altre que apuntava a una política d'adaptació vers la nova realitat europea, que considerava irreversible. El primer grup girava al voltant del cardenal Alessandro Mattei, que gaudia del favor imperial. El segon, però, donava suport al cardenal Carlo Bellisomi.
El 10 de desembre, el representant d'Àustria, el cardenal Franz von Herzan, finalment va arribar a Venècia, després d'un viatge difícil, amb instruccions de Francesc II i va ser admès en el conclave el 12. Curiosament, el 28 de desembre encara no havia presentat les seves credencials com a ambaixador imperial. Tot i que no tenia lloc exclusiu formal Herzan va declarar al Sacre Col·legi que l'emperador s'oposava fermament a l'elecció com a pontífex, a tots els cardenals de França, Espanya, Nàpols, Gènova i Sardenya. Garantits per la casa d'Habsburg serien només els cardenals Mattei i en última instància Valenti Gonzaga.

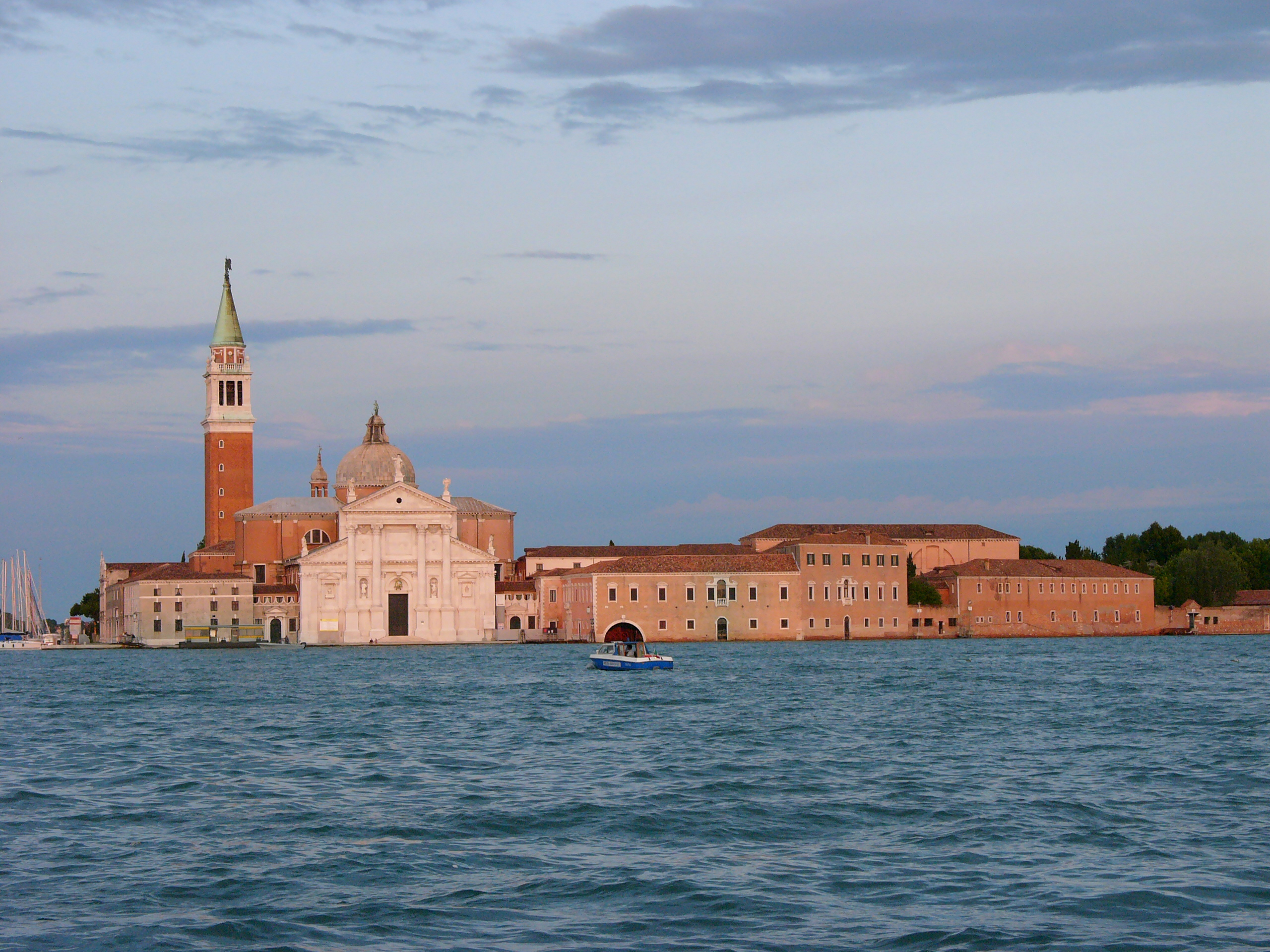
San Giorgio, Venècia: seu del conclave

En consulta amb el cardenal Braschi, Herzan va aprendre que tot i mostrar-se favorable a l'elecció de Mattei, Braschi va assenyalar que si s'havien trobat problemes a l'elecció podria recaure sobre el cardenal Bellisomi. De fet, el 17 de desembre Bellisomi van arribar a 18 vots a favor amb els accessus. El 18 de desembre, Mattei arribat només 7 vots, mentre que Bellisomi en tenia 16, i Valenti i Gerdil 9. El 19 de desembre Bellisomi es mantenia en 16, mentre que Valenti i Gerdil seguien tots dos només amb 5 vots. En aquest punt Herzan va demanar als cardenals una suspensió d'una dotzena de dies de votació per rebre resposta sobre la possible acceptació de Bellisomi com a Papa per partÀustria. El degà Albani ho acceptà, una elecció que va resultar fatal per a la candidatura de Bellisomi.
Herzan va aprofitar el temps per construir una nova facció de suport a Mattei. A la represa de la votació, gràcies al suport del cardenal Antonelli, Mattei va pujar fins a 15 vots, però Bellisomi es mantingué estable en 19. El 26 de desembre, els vots es van mantenir estables en 13 vots i només ocasionalment, en els dies immediatament següents, van fluctuar entre 14 i 15. Davant el temor d'un estancament prolongat, Herzan va pressionar el cardenal Lorenzana perquè els espanyols donessin suport a Mattei. El dia de Nadal Herzan havia rebut la resposta de Viena, on no se li va concedien poders addicionals de veto, ni tan sols el dictamen sobre la candidatura de Bellisomi.
Aquest últim per la seva banda contínua d'obtenir entre 19 i 20 vots, però estava clar que els seus seguidors no podien garantir-li més. Antonelli va treballar sense descans per produir una nova facció que portés una altra dotzena de vots per a Mattei tractant de soscavar el grup de Bellisomi i obtenir el suport dels vots de Gerdil. Però el paquet es va esvair ràpidament durant els accessius del 29 de desembre. No obstant això, el 4 de gener de 1800 els partidaris de Bellisomi, dirigits per Braschi i Albani, encara estaven entre 18 i 20 vots, fent clar que el conclave havia arribat a un punt mort.

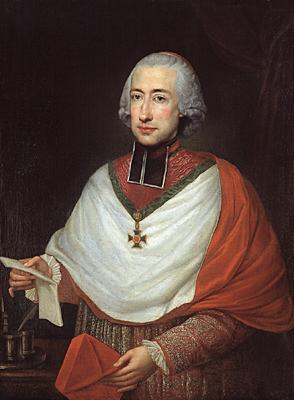
El cardenal Franziskus von Paula Herzan von Harras, representant de Francesc II, que influencià en gran manera el desenvolupament del conclave.

L'11 de gener, el cardenal Maury va escriure a Lluís XVIII que Bellisomi necessita 5 vots per guanyar, ja que es mantenia estable en 19 vots. Després d'haver treballat molt en moviments posteriors, Herzan finalment va rebre una nova carta de Viena, on, però, se li repetien les instruccions rebudes en un inici però ambamb una novetat: Bellisomi podria ser pres en consideració només si les candidatures de Mattei i en última instància de Valennti, podien arribar a tenir alguna esperança.
Va passar tot el mes de gener sense més progrés: Bellisomi romania fix en 19 vots i Mattei oscil·lava entre 11 i 14 ; i a part d'ells només Gerdil podria aconseguir un grapat de vots. En aquest punt, el 15 de febrer, el cardenal Dugnani va proposar la creació d'una comissió, formada per cardenals de les dues faccions, que proposés una llista de cinc candidats cada un. La facció de Bellisomi presentà a Albani, Calcagnini, Honorati, Borgia i Chiaramonti; el partit de Mattei va proposar Antonelli, Valenti, Giovannetti, Archetti i Livizzani. Les dues faccions llavors haurien d'expressar les seves preferències sobre cadascun dels 10 candidats i, a continuació, comparar les opcions reals. L'intent, però, va caure en oïdes sordes quan 21 de febrer de cap candidat va sorgir preponderantment de la llista de noms.
A mitjans de febrer, després del cop d'Estat de Napoleó, Talleyrand va ser immediatament reinstal·lat a l'oficina d'assumptes exteriors. L'hàbil ministre va expressar la seva preocupació pel que estava passant a Venècia: en una carta al rei d'Espanya, sota les ordres de Napoleó, mostrà la seva decepció per la influència invasora de la Casa d'Àustria en el conclave, demanant, per mitjà de l'ambaixador espanyol, que el cardenal Lorenzana interferís en les consultes.
L'1 de març l'estancament semblava bullir: 4 seguidors de Bellisomi van expressar la intenció de votar a favor de Valenti, que així va arribar el 4 de març als 8 vots. No obstant això, el cardenal Antonelli va mostrar una hostilitat oberta a aquesta iniciativa, ja que continuava fent campanya per Mattei i així va recórrer a un estratagema: va fer nomenar Valenti, de setanta-quatre anys i molt malalt, per fer el recompte dels vots, procediment que es va alentir considerablement a causa de la seva malaltia; metafora de la discapacitat del Sacre Col·legi. Les seves possibilitats es van reduir significativament. El 8 de març, el degà Albani va aconseguir arribar a un acord amb el cardenal Antonelli sobre el cardenal Gerdil, però quan es va fer la proposta a Herzan, va respondre que l'emperador no hauria acceptat. Això va ser suficient per eliminar fins i tot la candidatura de Gerdil.
A la tarda de l'11 de març, durant una reunió entre Antonelli i Herzan sobre un possible suport al cardenal Albani, el cardenal Dugnani va venir per interrompre la conversa amb la proposta de nominació del cardenal Barnaba Chiaramonti. Conscients de la dissolució de la facció que recolzava Mattei, Herzan no es va poder oposar.
L'endemà al matí, 12 de març, Herzan convocà Chiaramonti per informar-lo que diversos cardenals del seu grup tenien la intenció de traspassar-li els seus vots. Chiaramonti va empal·lidir. No obstant això, el cardenal va posar en clar que hauria de nomenar el cardenal Flangini com a cardenal secretari d'Estat. Chiaramonti va contestar que no volia arribar a ser Papa, i que era feliç a la seva diòcesi d'Imola, i sobre el reaccionari Flangini, pensava que tothom estaria contra d'ell si el feia secretari d'Estat. No obstant això Herzan li donà garanties sobre la posició d'Àustria. Els 12 de març va arribar de Madrid al cardenal Lorenzana l'autorització de l'exclusiva formal contra el cardenal Mattei: en aquest moment, però, el veto va resultar inútil, ja que la candidatura de Mattei ja havia estat abandonada feia setmanes.
Després d'un últim intent sense èxit a favor de la candidatura del cardenal Calcagnini, Herzan es va convèncer que Chiaramonti era l'única alternativa viable per la seva prudència i neutralitat. Fins i tot alguns membres de la facció de Bellisomi van començar a pensar seriosament en el bisbe d'Imola, ja que tots dos semblaven favorables.
A la tarda del 12 de març va tenir lloc una reunió entre Braschi i Antonelli i que va resultar decisiva: els dos cardenals, de fet, van acordar unir els seus vots en Chiaramonti. L'acord es va fer pública a tots els cardenals l'endemà i a la tarda es va fer evident que Chiaramonti seria elegit. En el matí del 14 de març de 1800 l'escrutini decretà la unanimitat del consens: Gregorio Barnaba Chiaramonti, cardenal prevere de San Calixto, va ser elegit i va prendre el nom de Pius VII en deferència al seu predecessor i conciutadà, Pius VI.
Quan la notícia va arribar als seus tribunals, el rei espanyol Ferran VII i l'emperador Francesc II van expressar la seva satisfacció. El conclave havia durat tres mesos i 14 dies, la seu petrina havia estat vacant sis mesos i 16 dies. També hauria estat un llarg pontificat i amb problemes, marcat per l'epopeia napoleònica i la posterior restauració.
Per la seva ubicació temporal a Venècia, la coronació papal va ser precipitada. En no tenir disponibles els tresors papals, les dones de la noblesa de la ciutat van fer la famosa tiara papal de paper maixé, adornada amb les seves pròpies joies.
Chiaramonti va ser declarat el Papa Pius VII i coronat el 21 de març a l'església del monestir de S. Giorgio.

## Composició del Sacre Col·legi

### Cardenals presents al conclave
- Gian Francesco Albani, bisbe d'Òstia i Velletri
- Henry Benedict Stuart, bisbe de Frascati
- Leonardo Antonelli, bisbe de Palestrina
- Luigi Valenti-Gonzaga, bisbe d'Albano
- Francesco Carafa di Trajetto
- Francesco Saverio de Zelada
- Guido Calcagnini, bisbe d'Osimo i Cingoli
- Bernardino Honorati, bisbe de Senigallia
- Andrea Gioannetti, arquebisbe de Bolonya
- Hyacinthe Sigismond Gerdil, CRSP
- Carlo Giuseppe Filippo di Martiniana, bisbe de Vercelli
- Alessandro Mattei
- Franziskus Herzan von Harras
- Giovanni Andrea Archetti, bisbe d'Ascoli Piceno
- Giuseppe Maria Doria Pamphili
- Gregorio Barnaba Chiaramonti, O.S.B., bisbe d'Imola (elegit papa sota el nom de Pius VII)
- Carlo Bellisomi, bisbe de Cesena
- Carlo Livizzani Forni[7]
- Francisco Antonio de Lorenzana, arquebisbe de Toledo
- Ignazio Busca
- Stefano Borgia
- Giambattista Caprara
- Antonio Dugnani
- Ippolito Vicenti-Mareri
- Jean-Sifrein Maury, arquebisbe de París
- Giambattista Bussi de Pretis, bisbe de Jesi
- Francesco Maria Pignatelli
- Aurelio Roverella
- Giulio Maria della Somaglia
- Antonmaria Doria-Pamphili
- Romualdo Braschi-Onesti
- Filippo Carandini
- Ludovico Flangini Giovanelli
- Fabrizio Dionigi Ruffo
- Giovanni Rinuccini

### Cardenals absents
- Christoph Anton von Migazzi von Waal und Sonnenthurn, arquebisbe de Viena
- Dominique de La Rochefoucauld, arquebisbe de Rouen
- Joannes-Henricus de Franckenberg, arquebisbe de Malines
- Louis-René-Eduard de Rohan-Guéménée, arquebisbe d'Estrasburg
- Giuseppe Maria Capece Zurlo C.R, arquebisbe de Nàpols
- Vicenzo Ranuzzi, bisbe d'Ancona i Umana
- Muzio Gallo
- José Francisco de Mendonça, Patriarca de Lisboa
- Antoni de Sentmenat i de Cartellà, Patriarca de les Índies Occidentals
- Louis-Joseph de Laval-Montmorency